# 蠟筆小新：夕陽下的春日部男孩
《蠟筆小新：時空大冒險》（日语：クレヨンしんちゃん 嵐を呼ぶ!夕陽のカスカベボーイズ），是《蠟筆小新》系列的第12部動畫电影，日本於2004年4月17日上映。

## 概要
- 和噱頭十足的前作《蠟筆小新：風起雲湧 光榮燒肉之路》風格大相逕庭，本作劇情氛圍轉為沉穩內斂；被稱作繼《蠟筆小新：風起雲湧 壯烈！戰國大會戰》後另一感人大作。
- 繼首作《蠟筆小新：動感超人VS高衩魔王》後，再次將主要舞台設為小新所在現實世界之外的「異世界」。（時間旅行的作品除外）
- 故事尾聲成軍的「春日部少年隊」與標題相呼應，以往劇情都以小新「家人的團結」為主軸，本作則是從春日部防衛隊的「友情的團結」為出發點所編織的作品。另外，小白因看家而戲份大減。
- 本作高潮的最後決戰，作為小新一行人協力者的七名槍手原型乃致敬於《豪勇七蛟龍》（劇中配音亦由當時的聲優擔當），劇情中也不乏模仿西部片的詼諧場景。另外，如桶川博士被馬拉著跑、小新和美冴被鞭打等多數的暴力無人道場面也被描寫於電影中，和以往的劇場版反派角色不同，本作的反派傑士提斯鎮長徹底的貫徹邪惡的一面。小新面對邪惡的傑士提斯的統治毫不畏懼，在尾聲決戰也和春日部防衛隊有著活躍的演出，電影中有動畫版中較少見的小新告白的場景也被描寫。
- 演唱主題曲的No Plan（日语：NO PLAN）也於電影中客串。順帶一提，劇中主要協力者米口的人物原型係參照電影評論家水野晴郎（日语：水野晴郎）所設計，雖一度發生未授權之爭議；所幸，最後水島導演和水野溝通之下，水野表示不追究（甚至還邀請水島努參加主演的電影《西伯利亞超級特快車5》首映會）。
- 片頭曲相隔九年再度被使用。
- 本作為《蠟筆小新》劇場版系列，最後一部發售電影版VHS的作品。
- 本作亦為《蠟筆小新》劇場版系列之中，最後一部使用菲林拍攝放映的作品（不過動畫則使用數碼形式繪製）。
- 此電影預告中有廣志與美冴穿著仙人掌模樣的服裝抱著小葵奔跑的劇情，但電影中沒有這個劇情。

## 故事
正在玩鬼抓人的春日部防衛隊，於街上亂跑時，偶然發現了一間已經荒廢且古老的電影院「春日部座」。
小新領著風間等人打算一窺究竟，偌大的放映廳毫無人煙，僅有一部泛黃的無聲電影在螢幕上投影。防衛隊決定留下來看電影，途中小新尿急去了洗手間，回來後卻沒看到風間等人的身影。
小新認為風間他們沒義氣先離開，生氣地回家。深夜美冴卻接到了風間媽媽的電話，這才知道一行人並沒如期回家，擔心他們的野原一家前往了「春日部座」查看，獨留小白看家。然而就在他們注視著螢幕上的電影時，剎時間他們已身在電影中的荒野。
野原一家在廣闊的荒野中手足無措，此時，他們發現了頭上的太陽並不會因為時間的流逝而移動的現象。他們沿著一條鐵軌走下去，發現了一座小城鎮「正義之都」，猶如西部拓荒時代的城鎮。廣志為了打探回到春日部的消息，走進了一間氛圍詭異小酒館，卻因此和長相奇怪的男子等人發生衝突，並在酒館內引發騷動。不久後，鎮上的保安隊前來視察情況，沒想到保安隊隊長（警長）竟是風間。小新見狀，便親密地靠了過去搭話，卻挨了風間一拳。風間似乎忘了小新它們的事，個性也變得相當火爆。小新想讓風間回憶起有關春日部的事，不過，風間憤而向保安隊下令拘捕野原一家。
野原一家在逃命途中，被一名服侍著鎮長傑士提斯且熟悉這座城鎮、名為小樁的少女所搭救。小樁已忘了自己從何而來，只向野原家陳述「來到這個世界的人們，會漸漸遺忘有關原來世界的記憶」的現象；並勸告「若有著想回到回來世界的決心，就請別讓自己忘了這種心情，並且堅持下去」。
野原一家從窗外看到了一名男子受到了保安隊的暴行，並將其綑綁。之後，野原一家人偷偷地將他從繩子上解開，並詢問了事情的狀況。這名男子叫做米口，同為春日部居民，也是觀看電影時而被吸入到這個世界。米口是打算前往小鎮外的禁地，打算找尋回去的方法，但一無所穫，反而被保安隊發現而遭到嚴峻刑罰。已經待了一段時間的米口也忘了自己的家人和工作，此現象令野原一家甚是恐慌。
而後，小新也陸續地在鎮上找到了其他的防衛隊員。他十分震驚正男已經和妮妮結婚，而他們卻早已喪失有關春日部的記憶，並對現今的生活感到滿意而毅然決然地婉拒了小新。然而，住在鎮外過著悠閒生活的阿呆，卻還記得有關小新的事，並且也還保留著想回到春日部的心情，兩人因此約定著一定要回到原來的世界。
野原一家對於回到現實世界的方法毫無頭緒，不過，對於春日部的思念心情及意志支撐著他們，並堅信總能找出方法的。然而，隨著日子一天一天地過去，過去的記憶也正不斷流失，廣志和米口持續被迫參加勞動苦工、美冴化濃妝成為酒館歌女、小葵忘了哥哥、小新則是連肥嘟嘟左衛門都畫不出來。某日，在廣志、米口、老人桶川的號召下，被吸入電影世界裡的春日部居民共同決定「讓電影繼續演下去」，桶川也號召「打倒傑士提斯，找回和平」，並拿出開發多時的道具「超能內褲」企圖讓英雄誕生，沒想到最後竟由春日部防衛隊出任英雄角色，究竟春日部防衛隊，能否團結一心，讓電影順利結束呢？

## 登場角色
| 配音員                                 | 角色           | 介紹 |
| -------------------------------------- | -------------- | --- |
| 齋藤彩夏 楊凱凱（台灣） 謝穎茵（香港） | 樁             | 本部電影女主角，住在「正義之都」的神祕少女。約為1960~70年代的日本人樣貌，年齡為14歲左右。有禮貌、個性唯唯諾諾的可愛美少女。因為被傑士提斯鎮長發現，便服侍於鎮長家中，不過卻很好心地幫助了野原一家。劇中被小新的善良個性所吸引，然而實際上她是存在於電影裡的角色，雖心知肚明，卻不曾開口向小新坦白。故事尾聲，小新等人成功地讓電影「劇終」落幕，她也隨著電影結束而消失，無法實現小新所許下「一起回到春日部」的這個約定，小新回到現實世界後也因此感到沉重打擊。順帶一提，劇中小樁因受限傑士提斯禁止外出的規定而赤腳，但在幸福的片尾曲MV中則有穿短靴的畫面，還與小新跳了一支舞。 |
| 村松康雄 孫中台（台灣） 周永光（香港） | 米口           | 遭到保安隊私刑後，被野原一家所救的胖男子。和野原一家同為看了電影院的電影而被吸入的春日部市民。不停地尋找回到現實的方法，卻慢慢地忘了自己的職業和家人的事。故事後期，在局勢危急之際卻還能從容不迫地做出解說，導致被美冴及其他人狂踹屁股。現職為DVD出租店店長，也是個愛好電影的御宅族，單身。身為電影迷，卻不愛到電影院觀賞電影，而是偏愛看電影DVD。 |
| 長嶝高士 李英立（台灣）                | 桶川           | 每天都被保安隊懲罰以馬拖行城鎮的老人。不斷地發明能夠讓人成為懲奸除惡的英雄的道具。和小樁一樣同為電影裡的人物，是少數反抗傑士提斯的角色，不僅最先反抗傑士提斯，對野原一家、春日部防衛隊、米口等春日部市民回到現實世界的幫助亦是功不可沒，米口也在電影落幕後向他握手致謝。 |
| 寶龜克壽 魏伯勤（台灣）                | 長相奇怪的男子 | 本名不明。一般認為是傑士提斯的部下，因其貌不揚而被稱為長相奇怪感到相當介意，也曾被小新稱為「長相奇怪的叔叔」。美冴因傑士提斯的邀請而到了傑士提斯家中獻唱，在座的他嘲諷了自以為歌聲美妙才被邀請的美冴，憤怒的美冴直接拿起手中吉他怒砸在他的頭上。 此一角色造型及使用火柴的情節參考西部電影《黃昏雙鏢客》中 Wild 一角。 |
| 玄田哲章 林谷珍（台灣）                | 保安隊長       | 本名不明。傑士提斯部下，擔任保安隊長。個性粗暴，即使面對弱小也毫不寬容，也討厭小孩子，對當初風間空降警長一事始終耿耿於懷。故事尾聲，帶領著保安隊同傑士提斯追擊前往禁區的小新一行人，最終眼見傑士提斯一度敗北，認為勝利無望便和副隊長（親弟弟）從蒸汽火車上一躍而下。 |
| 大友龍三郎 孫中台（台灣）              | 保安隊副隊長   | 本名不明。傑士提斯部下，擔任保安隊副隊長。和隊長一同行動。故事尾聲，才說出了真實身分為隊長的弟弟。 |
| 小林修 林谷珍（台灣）                  | 克里斯         | 尾聲時，協助小新一行人的首領槍手。和小樁、桶川同為電影裡的人物，並為少數反抗傑士提斯的角色。為了解救小新他們的危機，特地帶了六名槍法高超的槍手前來助陣。 七名槍手設定係致敬經典西部電影《豪勇七蛟龍》，克里斯造型參考尤·伯連納設計。 |
| 大塚周夫 魏伯勤（台灣）                | 奧萊利         | 克里斯的同伴。人物造型參考查理士·布朗遜設計。 |
| 內海賢二 孫中台（台灣）                | 文             | 克里斯的同伴。人物造型參考史提夫·麥昆設計。廣志打算從馬背跳上火車時卻意外失足而感到恐慌，曾出手相救。 |
| －                                     | 李             | 克里斯的同伴。人物造型參考勞勃·范恩設計。擅長連射，和克里斯等人一同擊退了追擊的保安隊。 |
| －                                     | 哈利·拉克      | 克里斯的同伴。人物造型參考布雷德·德克斯特設計。和克里斯等人一同擊退了追擊的保安隊。 |
| 魏伯勤（台灣）                         | 布里特         | 克里斯的同伴。人物造型參考詹姆士·柯本設計。曾耍弄了飛刀技巧並和克里斯等人一同擊退了追擊的保安隊。 |
| －                                     | 奇克           | 克里斯的同伴。人物造型參考霍斯·巴荷茲設計。和克里斯等人一同擊退了追擊的保安隊。 |
| 小林清志 李英立（台灣）                | 傑士提斯·拉佛  | 本片終極敵人。小鎮「正義之都」的鎮長，自命為「這個電影的主角」，但實際上係「這個電影的反派」。個性冷血沉著，一旦觸犯他定的法律，就以嚴刑峻罰伺候。為了不讓這部電影結束，他將能夠使「這部電影結束」的お、わ、り（意為劇終）三字封印於鎮外，並設為「禁區」禁止任何人進入。是個擅長使用鞭子的高手，曾以高超的鞭術打掉了李和哈利所持的槍。故事尾聲，眼見無法阻止「春日部少年隊」，便啟動了巨大機器人—傑士提斯機器人親自出馬迎戰。在雙方激烈的攻防之下，春日部少年隊一度居於劣勢。即使如此，最終仍被完全覺醒的春日部少年隊擊敗，「お、わ、り（劇終）」三大文字封印被解除，並在黑夜中散發光芒，無能為力的他只能悲淒的看著電影落幕。他認為小樁外出相當失態，便命令她打赤腳。聲優小林清志曾替電影《豪勇七蛟龍》中由詹姆士·柯本所飾演的布里特配音。名字來自英語正義和愛情。 |

## 登場地名・兵器
春日部電影院
坐落於春日部市暗巷中，為市民所遺忘的廢棄電影院。破損、老舊的外觀使其日趨沒落。
不知為何，影廳放映著西部電影，而一旦有人專注地看著電影就會被「電影」本身所吸入（劇情中，則以「電影」期盼著「劇終」說明一事）。
進到電影世界後，會逐漸喪失有關原來世界的記憶。
正義之都
西部拓荒風的小鎮，由鎮長傑士提斯所統治。除了城鎮以外，四周皆為荒野，另僅有一條通往「封鎖禁區」的鐵路。
由於太陽始終並未移動，導致正義之都皆為白晝。
傑士提斯機器人
傑士提斯所製造的最終兵器。牛仔外型的巨大木製機器人。眼睛部分配備連發加農砲，胸部則可丟出炸藥，以巨大鞭子為武器。
野原家初來到電影世界時，曾看到它被棄置於荒野。造型和海報版本有所差異。
春日部少年隊
春日部防衛隊藉由穿上桶川所開發的「超能內褲」，加上五人同心後所驅動變身機制之型態。
變身後能夠擁有超能力，甚至能夠飛行，他們和傑士提斯機器人展開最終決戰。

## 音樂
| 類別   | 曲名 | 作詞       | 作曲     | 編曲     | 歌手                       |
| ------ | ---- | ---------- | -------- | -------- | -------------------------- |
| 片頭曲 | 「」 | 里乃塚玲央 | 小杉保夫 |          | 野原新之助（矢島晶子）（ワーナーミュージック・ジャパン） |
| 片尾曲 | 「」 |            | 佐藤泰将 | 佐藤泰将 | NO PLAN（Ki/oon Records）  |

## VHS．DVD發售
- VHS - 於2005年4月22日由萬代影視發行販售。
- DVD - 於2005年10月28日由萬代影視發行販售。

## 外部連結
- 互联网电影数据库（IMDb）上《蠟筆小新：夕陽下的春日部男孩》的资料（英文）
- Yahoo奇摩電影上《蠟筆小新：夕陽下的春日部男孩》的資料（繁體中文）
- 開眼電影網上《蠟筆小新：夕陽下的春日部男孩》的資料（繁體中文）
- 时光网上《蠟筆小新：夕陽下的春日部男孩》的資料（简体中文）
- 豆瓣电影上《蠟筆小新：夕陽下的春日部男孩》的資料 （简体中文）